# Neuwirth
Neuwirth är ett efternamn.
- Bebe Neuwirth – en amerikansk skådespelare och dansös
- Thomas Neuwirth – en österrikisk sångare och dragartist